# أوغو كافالليرو
أوغو كافالليرو (بالإيطالية: Ugo Cavallero) ـ (20 سبتمبر 1880 ـ 13 سبتمبر 1943) هو قائد عسكري إيطالي تولى مناصب قيادية في الجيش الملكي الإيطالي قبل الحرب العالمية الثانية وأثناءها.
انتحر بإطلاق النار على رأسه في 13 سبتمبر 1943، وتتشكك بعض المصادر في حقيقة انتحاره، قائلة بأنه قد أُجبر على الانتحار.

## الأوسمة العسكرية
في 19 فبراير 1942، حصل كافالليرو على وسام فارس الصليب الحديدي (بالألمانية: Ritterkreuz des Eisernen Kreuzes)، الذي كان يمنحه الرايخ الثالث تقديرًا للشجاعة الفائقة في القتال أو للقيادة العسكرية الناجحة.

## روابط خارجية
- أوغو كافالليرو على موقع مونزينجر (الألمانية)